# Museo nazionale di Leopoli
Il Museo nazionale di Leopoli (in ucraino Національний музей у Львові?, Nacional'nyj muzej u L'vovi; in russo Национальный музей во Львове имени Андрея Шептицкого?, Nacional'nyj muzej vo L'vove imeni Andreja Šeptickogo) è uno dei più grandi musei dedicati alla cultura nazionale dell'Ucraina. Si trova a Leopoli nell'omonima oblast'.

## Storia

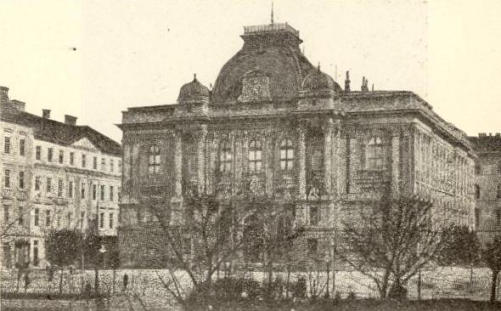
Edificio in prospettiva Svobody 20, nel 1917. Divenne sede del museo nel 1991

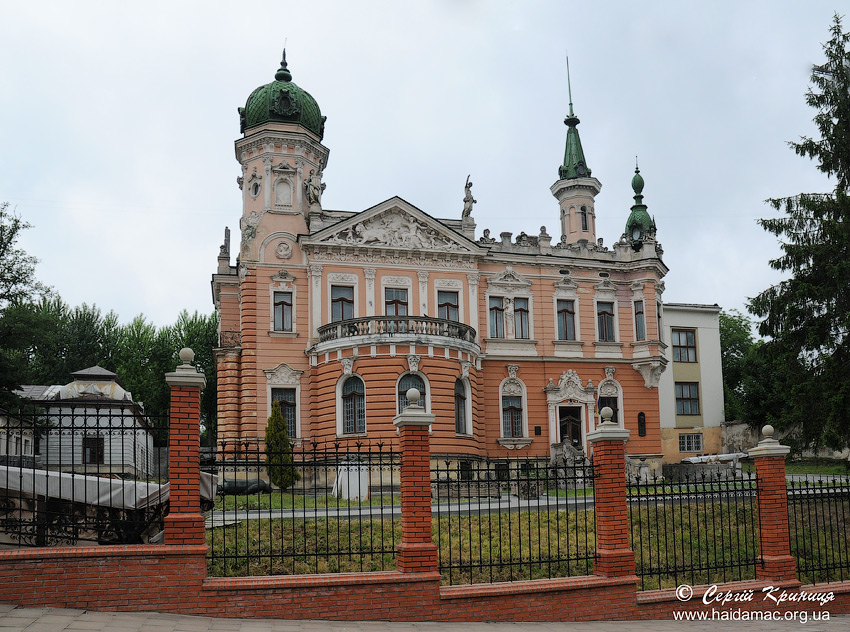
Antica sede storica di palazzo Dunikovsky

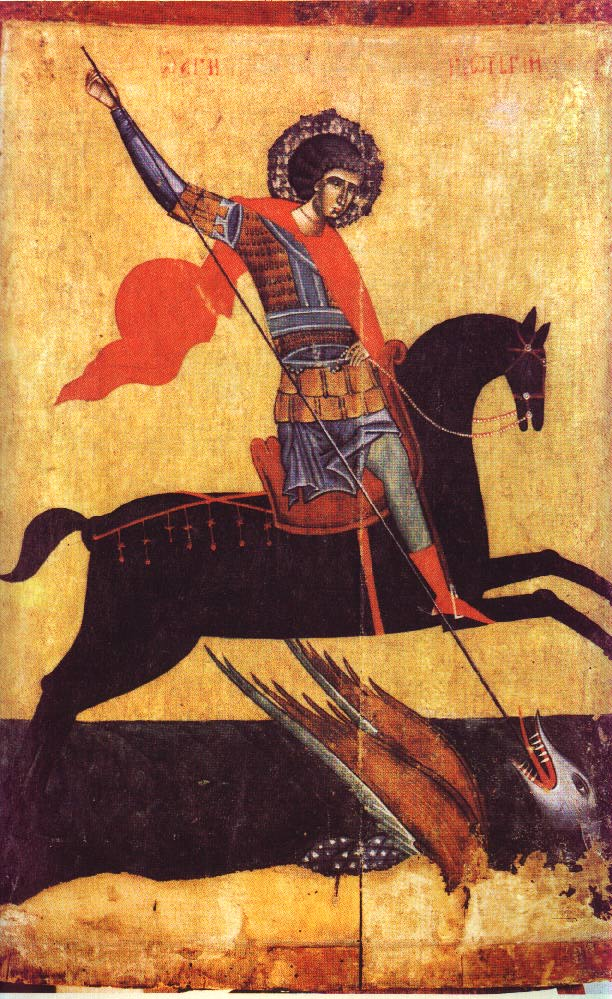
Icona raffigurante San Giorgio che uccide il serpente

Il museo nazionale, che è dedicato ad Andrej Szeptycki, fu fondato dall'arcivescovo metropolita nel 1905 e in origine fu noto come museo ecclesiastico.
Il primo direttore fu Ilarion Svjencic'kyj, che organizzò le prime collezioni che iniziarono con circa 10 000 oggetti donati da Szeptycki. Per esporre la collezione nel 1911, fu acquistato il palazzo Dunikov'skych, risalente al  XIX secolo e nel 1913 il museo fu donato al popolo ucraino. Lo stesso giorno, le nuove mostre vennero aperte al pubblico in quel momento. Tra le due guerre arrivò a conservare circa 80 000 reperti. Dopo la seconda guerra mondiale venne arricchito con le collezioni di altri musei, chiese e luoghi culturali chiusi dall'Unione Sovietica diventando Museo statale d'arte ucraina poi Museo di arte ucraina di Leopoli. La sede recente è stata acquisita dopo la dissoluzione dell'Unione Sovietica nel 1991, e in precedenza aveva ospitato il Museo Industriale  e poi il Museo Lenin.

## Descrizione
Il museo ha quattro mostre permanenti:
- Arte antica ucraina
- Arte dal XIX secolo all'inizio del XX
- Arte ucraina del XX secolo
- Arte popolare

Inoltre ospita mostre temporanee.
Vi è conservata la più completa collezione di arte sacra in Ucraina che riguarda in particolare il periodo compreso tra il XII e il XVIII secolo. Comprende icone, sculture, scritture e libri antichi e trafori decorativi. Tra le icone più importanti e rappresentative conservate vi sono quella che raffigura San Giorgio che uccide il serpente  e quella con l'Arcangelo Michele.
I fondi del museo comprendono opere di Olena Kul'čyc'ka, Oleksa Novakivs'kyj, Oleksandr Muraško, 
Taras Hryhorovyč Ševčenko e numerosi altri artisti.